# PO 3700
Die Baureihe 3700 der Paris-Orleans-Eisenbahn (PO), ab 1934 231-700 der PO-Midi,  waren von André Chapelon umgebaute Pacific Lokomotiven, die zunächst als Umbauten aus älteren, ab 1912 für die PO gebauten Maschinen der Baureihe 3500 entstanden.

## Frankreich

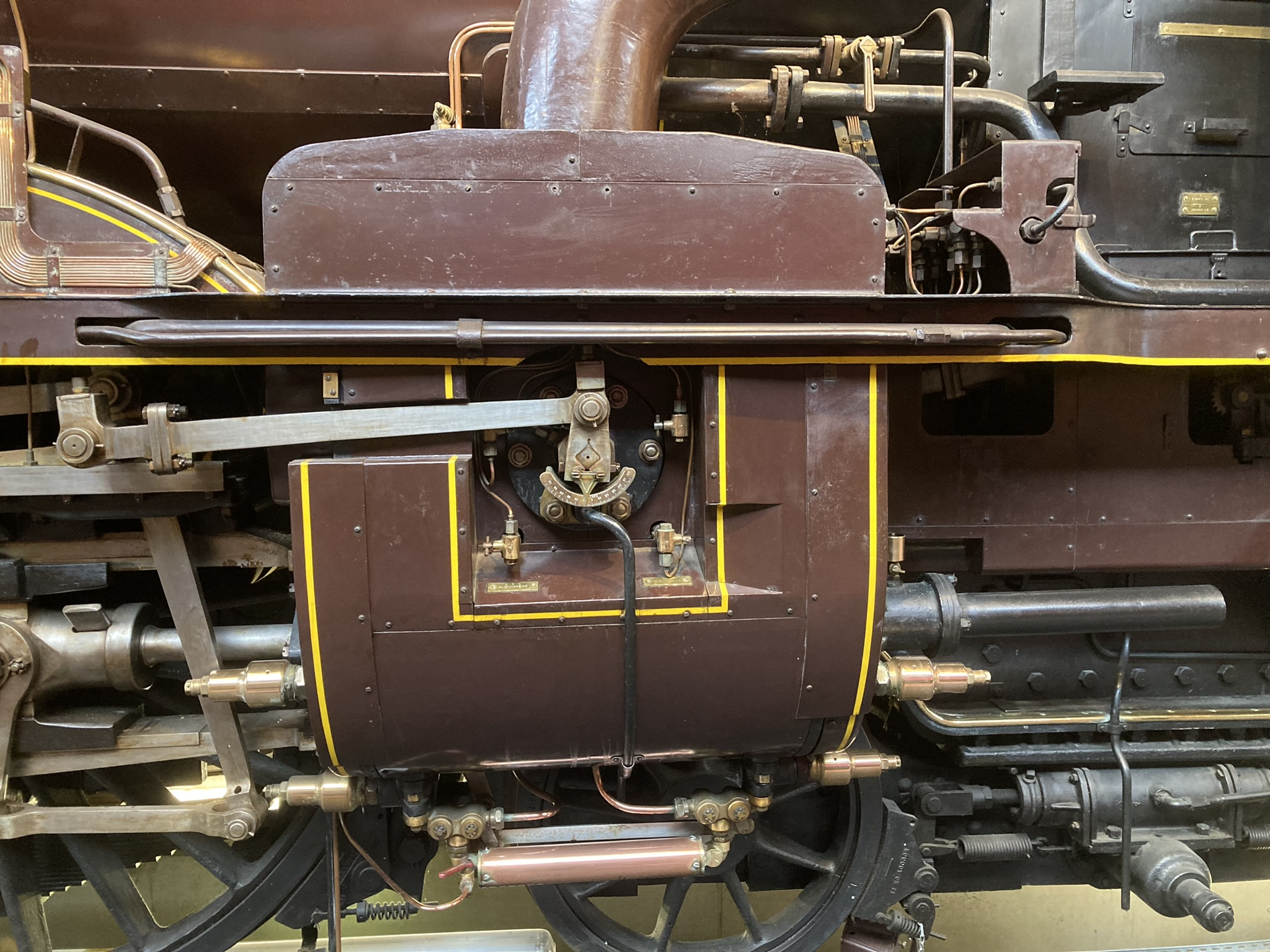
Zylinder der 3.1192 mit Lentz-Dabeg-Ventilsteuerung

Ein erster Prototyp wurde aus der PO 3556 im Jahr 1929 gebaut. Chapelon gelang es, durch genaue Berücksichtigung der Thermodynamik- und Fluidmechanikprinzipien, die Maschinenleistung zu verdoppeln und den Verbrauch um die Hälfte zu verringern. Die Lok hatte einen Blechrahmen, einen Kessel mit drei zylindrischen Kesselschüssen und ein Belpaire-Stehkessel mit einem trapezförmigen, stark geneigten Rost. Des Weiteren ein Vierzylinder-Verbundtriebwerk der Bauart „de Glehn“, eine Lentz-Dabeg-Ventilsteuerung mit oszilierender Nockenwelle und Doppelsitzventilen, zwei AFCI-Mischvorwärmer. Chapelon sorgte für eine großzügige, strömungsorientierte Ausbildung der dampfführenden Querschnitte zur Minderung der Druckverluste und rüstete die Lok mit einer Doppel-Kylchap Saugzuganlage aus.
Da dieser Umbau zufriedenstellend war, folgten 1932 die Lokomotiven 3501 bis 3520. Weitere Lokomotiven wurden ab 1934 umgebaut, diese konnten eine Höchstgeschwindigkeit von 120 km/h erreichen. Die Umbauten, insbesondere die Lok 3715, waren so erfolgreich, dass diese Lokomotiven zu den besten französischen Konstruktionen zählen. Die Französische Nordbahn (NORD) ließ daher in den Jahren 1936/37 48 baugleiche Maschinen herstellen, davon 28 als Neubauten.

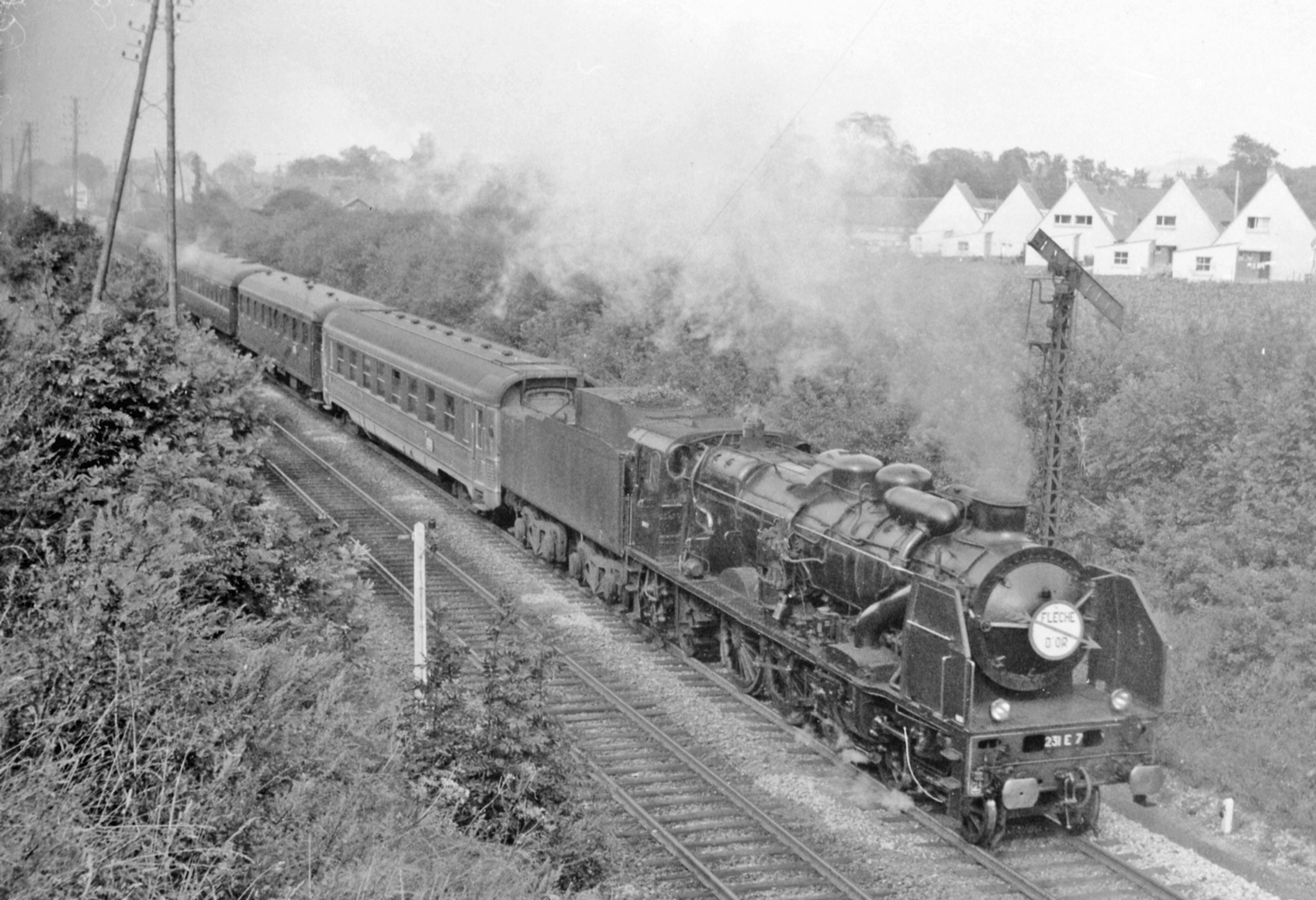
231 E vor dem Flèche d’Or bei Pont-de-Briques (Pas de Calais), 1963

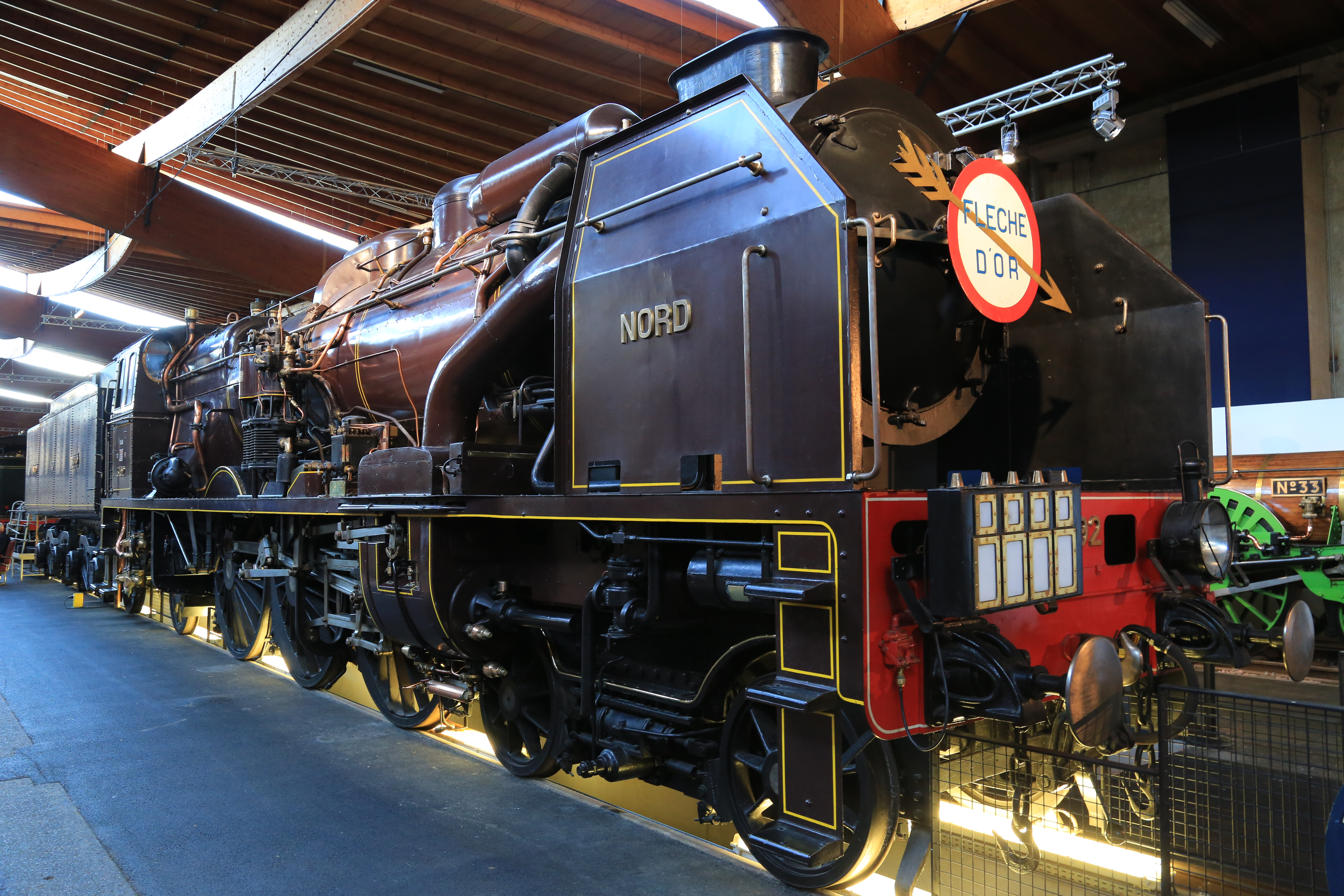
3.1192 NORD im Eisenbahnmuseum Mülhausen

Die Umbauten, auch die der Lokomotiven für die NORD, erfolgten in der PO-Hauptwerkstatt Tours, die Maschinen wurden auch „Reines de Tours“ (Königinnen von Tours) genannt. Die Neubauten für die NORD entstanden bei der Compagnie des forges et aciéries de la marine et d’Homécourt (CAFL; Seriennummern 3.1111–3.1120), bei Fives-Lille (3.1121–3.1130) und Blanc-Misseron (3.1193–3.1198).
Bei Gründung der SNCF im Jahr 1938 wurden die Lokomotiven in die Baureihe 231 E eingereiht. Während der 1950er Jahre erreichten zwei Lokomotiven bis zu 175 km/h. Sie schoben, für Stromabnehmertests, eine Elektrolokomotive vor sich her und zogen zudem zwei Messwagen. Die letzten Exemplare der 231 E waren bis April 1967 im Einsatz und zählten zu den letzten Dampfloks im Betriebspark der SNCF.
Zwei Maschinen blieben erhalten. Die Umbaulokomotive 231 E 22 steht als 3.1192 NORD im Eisenbahnmuseum Mülhausen. Die Neubaulok 231 E 41 (ex 3.1123) stand seit 1974 als geschütztes Denkmal in Saint-Pierre-des-Corps und wird zurzeit restauriert.

### Technik
Der Dampfkessel der Lokomotiven, welcher einen Durchmesser von 1,67 m hat, besitzt ein Belpaire-Stehkessel mit einer Strahlungsheizfläche von 15,245 m². Der Überhitzer besteht aus 28 Rohren, die Überhitzertemperatur beträgt 410 °C. Der Kesseldruck liegt bei 1,6 MPa. Die Lokomotive verbraucht 1,35 kg Kohle und 8,5 Liter Wasser pro Pferdestärkenstunde.

## DDR
Nach dem Zweiten Weltkrieg befand sich auf dem Gebiet der DR in der Sowjetischen Zone mit der 231 E 18 eine einzelne Lokomotive der Baureihe 3700. Sie wurde für Versuchszwecke 1952 umgebaut, aber 1958 wieder ausgemustert.